# Svartehallen
Svartehallen is een plaats in de gemeente Stenungsund in het landschap Bohuslän en de provincie Västra Götalands län in Zweden. De plaats heeft 201 inwoners (2005) en een oppervlakte van 22 hectare.